# جاك تايلور (لاعب كرة قدم أسترالية)
جاك تايلور (بالإنجليزية: Jack Taylor)‏ هو لاعب كرة قدم أسترالية أسترالي، ولد في 9 مايو 1924.

## وصلات خارجية
- جاك تايلور على موقع AustralianFootball.com (الإنجليزية)
- جاك تايلور على موقع AFLtables.com (الإنجليزية)